# 3. HNL 1992.
Prvo izdanje Treće HNL je igrano u proljeće 1992. godine.

## Istok
Nije igrano zbog Domovinskog rata.

## Jug

### Skupina Sjever
| mj. | klub.                         | ut. | pob. | ner. | por. | gol+ | gol- | bod |                         |
| --- | ----------------------------- | --- | ---- | ---- | ---- | ---- | ---- | --- | ----------------------- |
| 1.  | Jadran Kaštel Sućurac         | 12  | 6    | 5    | 1    | 20   | 9    | 17  | za prvaka, 2. HNL – Jug |
| 2.  | Mosor Žrnovnica               | 12  | 6    | 4    | 2    | 21   | 7    | 16  | 3. HNL – Jug            |
| 3.  | Orkan Dugi Rat                | 12  | 5    | 3    | 4    | 15   | 10   | 13  | 3. HNL – Jug            |
| 4.  | Primorac Biograd na Moru      | 12  | 6    | 1    | 5    | 13   | 10   | 13  | 3. HNL – Jug            |
| 5.  | Borac Glavice                 | 12  | 4    | 1    | 7    | 14   | 20   | 9   | 3. HNL – Jug            |
| 6.  | Nova Zora Sveti Filip i Jakov | 12  | 2    | 4    | 6    | 15   | 19   | 8   | 3. HNL – Jug            |
| 7.  | Omiš                          | 12  | 2    | 3    | 7    | 9    | 23   | 7   | 3. HNL – Jug            |

### Skupina Jug
| mj. | klub.            | ut. | pob. | ner. | por. | gol+ | gol- | bod |                         |
| --- | ---------------- | --- | ---- | ---- | ---- | ---- | ---- | --- | ----------------------- |
| 1.  | Croatia Zmijavci | 12  | 9    | 1    | 2    | 30   | 10   | 19  | za prvaka, 2. HNL – Jug |
| 2.  | Zmaj Makarska    | 12  | 5    | 2    | 5    | 15   | 12   | 12  | 3. HNL – Jug            |
| 3.  | Mračaj Runovići  | 12  | 5    | 2    | 5    | 14   | 13   | 12  | 3. HNL – Jug            |
| 4.  | Orebić           | 12  | 4    | 3    | 5    | 14   | 16   | 11  | 3. HNL – Jug            |
| 5.  | Gusar Komin      | 12  | 4    | 3    | 5    | 16   | 22   | 11  | 3. HNL – Jug            |
| 6.  | Maestral Krvavac | 12  | 3    | 4    | 5    | 17   | 22   | 10  | 3. HNL – Jug            |
| 7.  | Jadran Tučepi    | 12  | 1    | 3    | 8    | 12   | 24   | 5   | 3. HNL – Jug            |

### Majstorica za prvaka
| Dugi Rat, 3. lipnja 1992. |  | Jadran Kaštel Sućurac – Croatia Zmijavci |  | 2:1 |  |

## Sjever

### Skupina A
| mj.                                                           | klub.                      | ut. | pob. | ner. | por. | gol+ | gol- | bod |                 |
| ------------------------------------------------------------- | -------------------------- | --- | ---- | ---- | ---- | ---- | ---- | --- | --------------- |
| 1.                                                            | NK Bjelovar (Bjelovar)     | 14  | 10   | 2    | 2    | 37   | 13   | 22  | 2. HNL – Sjever |
| 2.                                                            | NK VB Trnje (Trnovec)      | 14  | 10   | 2    | 2    | 30   | 8    | 22  | 3. HNL – Sjever |
| 3.                                                            | NK Slaven (Koprivnica)     | 14  | 7    | 2    | 5    | 30   | 19   | 16  | 2. HNL – Sjever |
| 4.                                                            | NK Budućnost (Hodošan)     | 14  | 7    | 2    | 5    | 23   | 21   | 16  | 3. HNL – Sjever |
| 5.                                                            | ČSK Patrick (Čakovec)*     | 14  | 5    | 2    | 7    | 20   | 24   | 12  | 2. HNL – Sjever |
| 6.                                                            | NK Čelik (Križevci)        | 14  | 4    | 4    | 6    | 16   | 25   | 12  | 3. HNL – Sjever |
| 7.                                                            | NK PIK Mladost (Suhopolje) | 14  | 2    | 4    | 8    | 14   | 36   | 8   | 3. HNL – Sjever |
| 8.                                                            | NK Podravina (Ludbreg)     | 14  | 1    | 2    | 11   | 12   | 36   | 4   | 3. HNL – Sjever |
|                                                               |                            |     |      |      |      |      |      |     |                 |
| * NK MTČ je tijekom natjecanja promijenio naziv u ČSK Patrick |                            |     |      |      |      |      |      |     |                 |

### Skupina B
| mj. | klub.                                | ut. | pob. | ner. | por. | gol+ | gol- | bod |                               |
| --- | ------------------------------------ | --- | ---- | ---- | ---- | ---- | ---- | --- | ----------------------------- |
| 1.  | NK Vrapče (Zagreb)                   | 14  | 6    | 5    | 3    | 25   | 14   | 17  | 2. HNL – Sjever               |
| 2.  | NK Dubrava (Zagreb)                  | 14  | 6    | 4    | 4    | 18   | 14   | 16  | 2. HNL – Sjever               |
| 3.  | NK Sesvete Unimag (Zagreb – Sesvete) | 14  | 5    | 4    | 5    | 17   | 17   | 14  | 3. HNL – Središte (ZG regija) |
| 4.  | NK Pounje Mladost (Zabok)            | 14  | 6    | 2    | 6    | 19   | 21   | 14  | 3. HNL – Središte (ZG regija) |
| 5.  | NK Lokomotiva (Zagreb)               | 14  | 6    | 2    | 6    | 18   | 20   | 14  | 3. HNL – Središte (ZG regija) |
| 6.  | NK Jaska (Jastrebarsko)              | 14  | 6    | 1    | 7    | 20   | 28   | 13  | 3. HNL – Središte (ZG regija) |
| 7.  | NK Zagorec (Krapina)                 | 14  | 6    | 0    | 8    | 19   | 17   | 12  | 3. HNL – Središte (ZG regija) |
| 8.  | NK PIK Vrbovec (Vrbovec)             | 14  | 6    | 0    | 8    | 18   | 23   | 12  | 3. HNL – Središte (ZG regija) |

### Doigravanje za prvaka
- 31. svibnja 1992. NK Vrapče (Zagreb) – NK Bjelovar (Bjelovar) 4:0
- 6. lipnja 1992. NK Bjelovar (Bjelovar) – NK Vrapče (Zagreb) 2:2

### Doigravanje za 3. mjesto
- 31. svibnja 1992. NK Dubrava (Zagreb) – NK VB Trnje (Trnovec) 4:1
- 6. lipnja 1992. NK VB Trnje (Trnovec) – NK Dubrava (Zagreb) 0:0

## Zapad

### Skupina A –Riječka skupina
| mj. | klub.                   | ut. | pob. | ner. | por. | gol+ | gol- | bod |                |
| --- | ----------------------- | --- | ---- | ---- | ---- | ---- | ---- | --- | -------------- |
| 1.  | NK Nehaj Senj           | 14  | 8    | 6    | 0    | 25   | 10   | 22  | 2. HNL – Jug   |
| 2.  | NK Halubjan Viškovo     | 14  | 7    | 4    | 3    | 23   | 13   | 18  | 3. HNL – Zapad |
| 3.  | NK Pomorac Kostrena     | 14  | 7    | 3    | 4    | 17   | 9    | 17  | 3. HNL – Zapad |
| 4.  | NK Grobničan Čavle (-1) | 14  | 7    | 4    | 3    | 18   | 11   | 17  | 3. HNL – Zapad |
| 5.  | NK Lučki Radnik Rijeka  | 14  | 7    | 2    | 5    | 20   | 14   | 16  | 3. HNL – Zapad |
| 6.  | NK Opatija              | 14  | 4    | 4    | 6    | 22   | 19   | 12  | 3. HNL – Zapad |
| 7.  | NK Crikvenica (-1)      | 14  | 2    | 4    | 8    | 15   | 24   | 7   | 3. HNL – Zapad |
| 8.  | NK Naprijed Hreljin     | 14  | 0    | 1    | 13   | 12   | 52   | 1   | 3. HNL – Zapad |

### Skupina B –Istarska skupina
| mj. | klub.           | ut. | pob. | ner. | por. | gol+ | gol- | bod |                        |
| --- | --------------- | --- | ---- | ---- | ---- | ---- | ---- | --- | ---------------------- |
| 1.  | NK MC Rovinj    | 14  | 11   | 3    | 0    | 23   | 6    | 25  | 2. HNL – Jug           |
| 2.  | NK Pula ICI     | 14  | 8    | 3    | 3    | 21   | 6    | 19  | 3. HNL – Zapad         |
| 3.  | NK Uljanik      | 14  | 4    | 8    | 2    | 21   | 9    | 16  | 3. HNL – Zapad         |
| 4.  | NK Jadran Poreč | 14  | 7    | 2    | 5    | 20   | 13   | 16  | 2. HNL – Jug           |
| 5.  | NK Marčana      | 14  | 5    | 6    | 4    | 9    | 19   | 14  | 3. HNL – Zapad         |
| 6.  | NK Umag         | 14  | 5    | 3    | 7    | 13   | 22   | 11  | 3. HNL – Zapad         |
| 7.  | NK Buje         | 14  | 2    | 3    | 9    | 9    | 23   | 7   | 3. HNL – Zapad         |
| 8.  | NK Medulin      | 14  | 0    | 4    | 10   | 5    | 31   | 4   | klub se nije natjecao? |

### Doigravanje za prvaka
| MC Rovinj |  | – |  | Nehaj Senj |  | 2:0, 0:0 |

## Poveznice
- 1. HNL 1992.
- 2. HNL 1992.
- 4. rang HNL-a 1992.
- 5. rang HNL-a 1992.
- Ostale lige 1991./92.
- Hrvatski nogometni kup 1992.